# Trypolister capucinus
Trypolister capucinus är en skalbaggsart som beskrevs av Heinrich Bickhardt 1916. Trypolister capucinus ingår i släktet Trypolister och familjen stumpbaggar. Inga underarter finns listade i Catalogue of Life.